# Isoplatoides thestor
Isoplatoides thestor är en stekelart som först beskrevs av Walker 1839.  Isoplatoides thestor ingår i släktet Isoplatoides och familjen puppglanssteklar. Inga underarter finns listade i Catalogue of Life.